# Citron
Citron (Citrus limon) er et frugttræ i citrusslægten, der stammer fra det nordlige Indien og har været dyrket i både Lilleasien, asien og Kina i adskillige tusinde år. Citroner blev importeret til det danske hof i 1520'erne, men fik først en fremtrædende placering i det danske køkken fra 1700-tallet. I dag dyrkes citroner især omkring Middelhavet og i Californien.

## Beskrivelse
Det lille træ bliver 3-6 meter højt, har kraftige torne men smukke, store blomster med hvide kronblade, der er lyserøde på ydersiden. Træet blomstrer året rundt og står derfor med blomster og modne frugter på en gang. Frugterne er gule og ægformede med en tyk, læderagtig skræl.

## Anvendelse
Det lysegule frugtkød har en meget syrlig smag, der egner sig til mange slags madlavning, desserter samt som smagstilsætning i drikke. Citroner anvendes tillige til fremstilling af olie, pektin og citronsyre. Indholdet af citronsyre er ca. 5%.en

## Billeder
- Citronskal (i forgrunden) bruges i flere madretter og desserter og har en karakteristisk bitter smag